# 온센정
온센정(温泉町)은 일본 효고현 미카타군에 설치되었던 정이다. 현재의 신온센정의 일부에 해당한다.